# Kotalampi (sjö i S:t Michel, Södra Savolax)
Kotalampi är en sjö i kommunen Sankt Michel i landskapet Södra Savolax i Finland. Arean är 17 hektar och strandlinjen är 2,44 kilometer lång.  Den  ingår i Vuoksens huvudavrinningsområde.  Sjön ligger omkring 40 kilometer söder om S:t Michel och omkring 190 kilometer nordöst om Helsingfors. 
I sjön finns ön Lamminsaari. 